# Кэмпбелл, Джессика (актриса)
Дже́ссика Кэ́мпбелл (англ. Jessica Campbell; 30 октября 1982, Талса, Оклахома, США — 29 декабря 2020, Портленд, Орегон, США) — американская актриса

, кинопродюсер, ассистент оператора и натуропат. Лауреат премии Международного кинофестиваля в Сент-Луисе (2001) в номинации «Премия начинающему актёру».

## Биография
Джессика Кэмпбелл родилась 30 октября 1982 года в Талсе (штат Оклахома, США), а выросла в Сент-Луисе, штат Миссури. Кэмпбелл окончила Убстер-Гроувскую среднюю школу, во время учёбы в которой была знаменосцем. Позже она изучала антропологию в Калифорнии.
С 1992 по 2002 год Кэмпбелл снялась в шести фильмах и телесериалах. Среди её киноролей: Тэмми Мецлер в фильме «Выскочка» (1999), за роль в котором она была номинирована на премию «Независимый дух» в номинации «Лучший дебют», двухсерийная гостевая роль Эми Эндрюс в сериале «Хулиганы и ботаны» (2000) и Джули Голд в фильме «Безопасность вещей» (2001). В 2002 году Кэмпбелл сыграла роль Дорис в фильме «Хлам», в котором также выступила в качестве сопродюсера. В 2003 году она работала ассистентом оператора на съёмках короткометражного фильма «Рождение вампира». Завершив кинокарьеру, Кэмпбелл прошла обучение и стала практикующим натуропатом.
1 августа 2009 года Кэмпбелл вышла замуж за Дэниела Папкина. В 2010 году у супругов родился сын Оливер.
38-летняя Кэмпбелл скоропостижно скончалась 29 декабря 2020 года в Портленде, штат Орегон. Она пришла домой, где встретилась с матерью и тётей, затем отлучилась в туалет, откуда не вернулась. Родственницы обнаружили Джессику лежащей на полу без сознания. Тётя пыталась вернуть её к жизни, однако у неё ничего не вышло. Вызванным на место происшествия врачам также не удалось этого сделать. Причина смерти Кэмпбелл остается неизвестной.

## Фильмография
Актриса
| Год  |    | Русское название   | Оригинальное название                | Роль                |
| ---- | -- | ------------------ | ------------------------------------ | ------------------- |
| 1992 | тф | В интересах детей  | In the Best Interest of the Children | Джули Кейн          |
| 1999 | ф  | Выскочка           | Election                             | Тэмми Мецлер        |
| 2000 | с  | Хулиганы и ботаны  | Freaks and Geeks                     | Эми Эндрюс          |
| 2001 | ф  | Безопасность вещей | The Safety of Objects                | Джули Голд          |
| 2002 | в  | День отца          | Dad's Day                            | Мэри Элизабет Келли |
| 2002 | ф  | Хлам               | Junk                                 | Дорис               |

Сопродюсер
- 2002 — «Хлам» / Junk

Ассистент оператора
- 2003 — «Рождение вампира» / Birth of the Vampire